# Počátky české pozitivistické historiografie

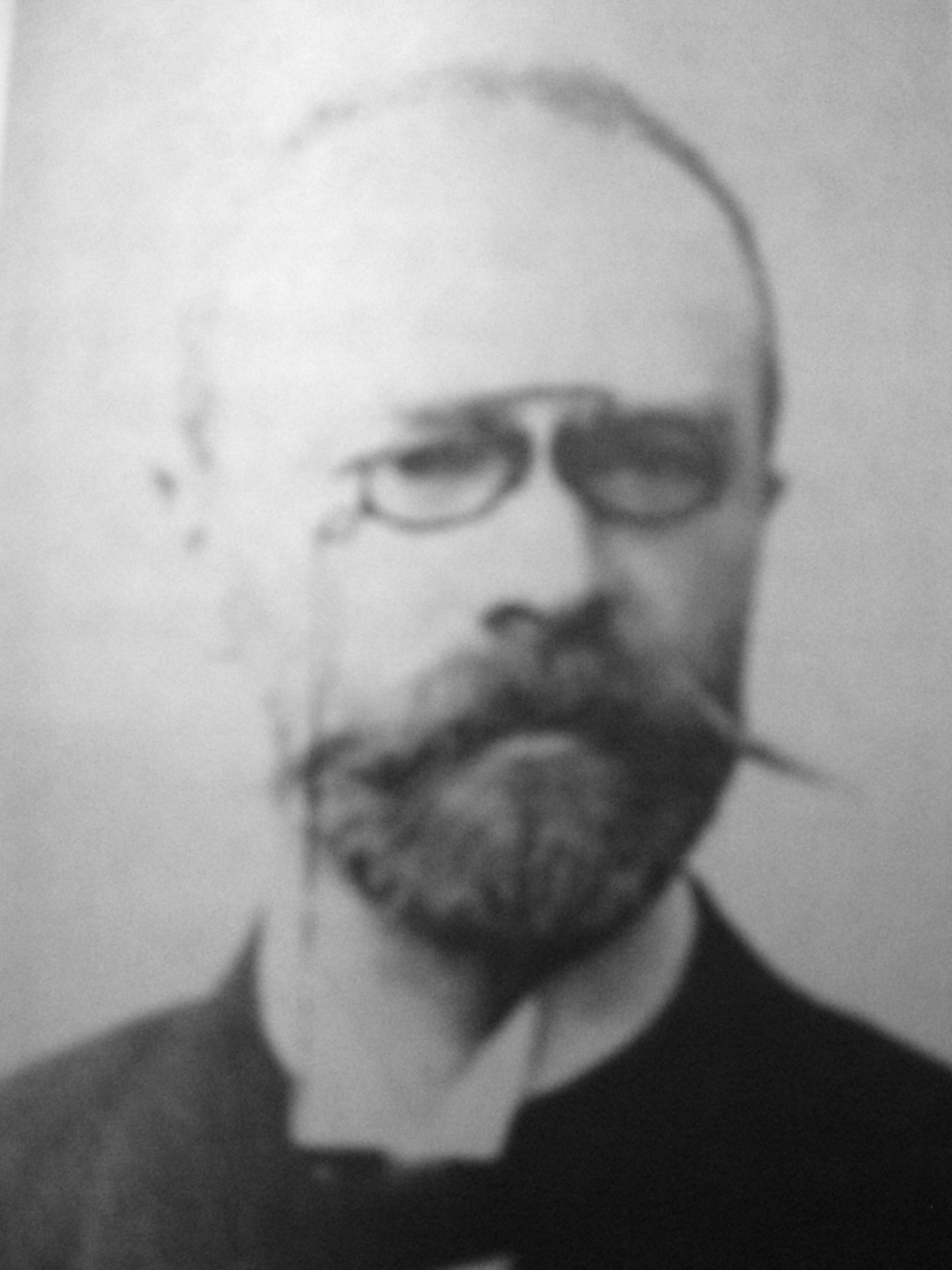
Jaroslav Goll

Česká pozitivistická historiografie se začala vyvíjet od poloviny 19. století, kdy do české historiografie začaly postupně pronikat myšlenky pozitivismu, který zdůrazňoval, že dějepisectví by se mělo zakládat na systematické práci s prameny a nikoli na romantické intuici. Tento ideál však narážel na dějinnou realitu politických bojů a historiografie tak mnohdy sloužila k dodávání argumentů soupeřících politických či nacionálních koncepcí.
Projevilo se to i u pokračovatelů Palackého: Václav Vladivoj Tomek a Antonín Gindely zastávali konzervativnější katolické pozice, zatímco Josef Kalousek byl liberálem, hájícím české státní právo. I přes tyto rozpory ovšem mohla vzniknout kvalitní díla, k nimž přistupovala bohatá ediční práce Josefa Emlera a díla týkající se regionální, zejména moravské historie (Beda Dudík, Vincenc Brandl)
Ještě silnější nacionální tón se pak objevoval u česko-německé historiografie, která se snažila dokázat, že české země přijaly křesťanství nikoli od Cyrila a Metoděje, nýbrž od bavorských kněží, a že vyspělá česká kultura je německého původu (Karl Adolf Konstantin Höfler, Ludwig Schlesinger).
Pravá vědecká historiografie se ovšem prosadila až po rozdělení pražské univerzity na českou a německou část roku 1882, a to zejména díky působení Jaroslava Golla, který kladl velký důraz na kvalitní vědeckou práci s prameny a zároveň se snažil propojit českou a evropskou historiografii. Odmítal podřídit svou práci politickým či nacionálním požadavkům, což jej a jeho žáky posléze přivedlo do sporu s Masarykem a jeho stoupenci. Dalším významným univerzitním historikem se stal Antonín Rezek, který se orientoval na obecné dějiny.
Rostoucí počet historiků umožnil další specializaci historického bádání na různé oblasti. V dějepisectví dále působili také středoškolští učitelé, z nichž je třeba zdůraznit Zikmunda Wintera. Německé dějepisectví (zejména Adolf Bachmann) dále pokračovalo ve zdůrazňování německé kulturní nadřazenosti.

## Pozitivismus a politické rozštěpení historiografie

### Kontext a počátky české pozitivistické historiografie
Na vývoj historiografie v českých zemích měly v 2. polovině 19. století vliv především dva faktory: vzestup pozitivismu a politické spory mezi konzervativci a liberály. Pozitivismus kladl důraz na to, aby věda nevycházela ze spekulací, nýbrž z daných faktů. Historiografie se tak měla stát objektivní vědou, jež se neměla řídit jako dříve romantické dějepisectví intuicí, nýbrž měla stavět na systematické práci s prameny, která byla nyní možná díky rostoucímu počtu historiků. Tento způsob práce ovšem nezřídka vedl k chladnému odstupu historika, jehož stanovisko bylo nepodstatné; podstatné bylo skládání obrazu minulosti z analyzovaných faktů.
Druhý faktor představoval politický boj mezi konzervativci, stojící na straně církevní a státní autority, a liberály, snažící se prosadit větší svobody ve společnosti. Tento faktor byl nejvíce zřetelný ve sjednocujícím se Německu, kde historie sloužila jako dodavatelka argumentů k politickému boji. S tím souvisel také orientace historiografie od středověku k novějším dějinám. Podobně tomu tak bylo i v Rakouském císařství, resp. Rakousku-Uhersku a v českých zemích. Vznikaly vážené instituce, o něž se mohl historický výzkum opřít. V Německu to byl časopis Historische Zeitschrift, göttingenská univerzita a velký ediční soubor Monumenta Germaniae Historica. Ve Francii podobnou roli hrála instituce École des chartes a časopis Revue Historique. Ve Vídni pak roku 1854 vznikl Institut für Österreichische Geschichtsforschung.
V českých zemích východisko historického bádání představoval stále Palacký. Také zde se do historiografie promítaly spory mezi konzervativci a liberály, k tomu však přistupovaly sílící nacionální česko-německé spory. Institucionální oporou bádání bylo z dřívějšího období Museum Království českého a velké ediční řady, zakládaly se však také instituce nové: Verein für Geschichte der Deutschen in Böhmen (1862), Historický spolek (1866) nebo Historický klub (1871).

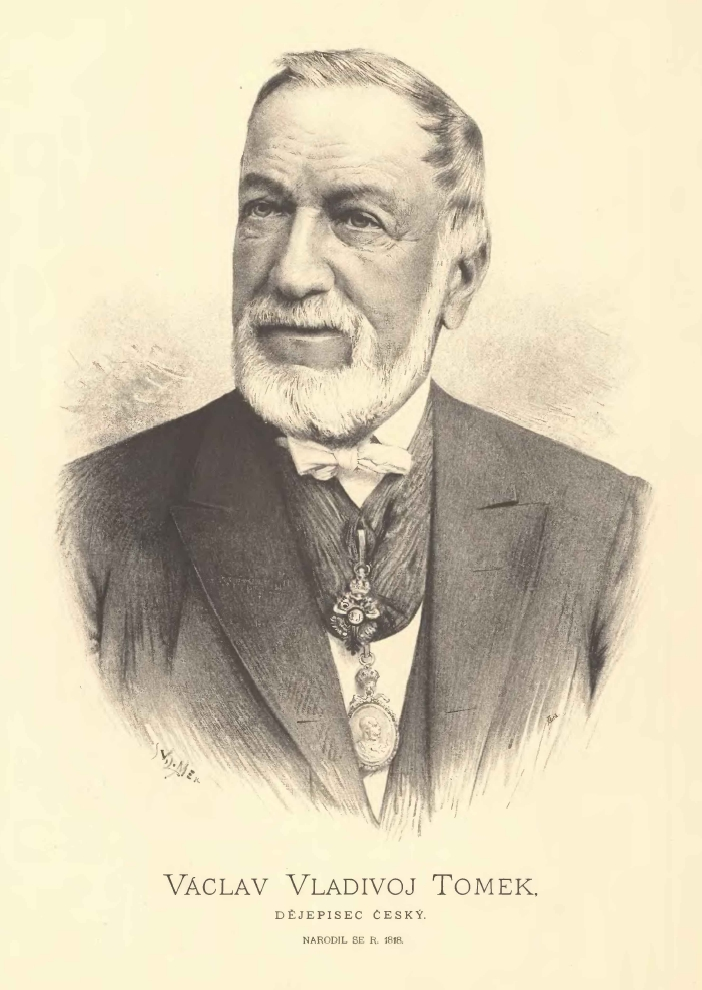
Václav Vladivoj Tomek

### Pokračovatelé Palackého
Václav Vladivoj Tomek (1818–1905) byl žákem Palackého, později se však od Palackého přiklonil ke konzervatismu a katolictví, což se projevilo také na jeho práci. Jako profesor rakouských dějin na pražské univerzitě jevil zájem o předbělohorské období. Odmítal ovšem tvrzení, že Bílá hora znamenala pro český národ neštěstí, ale podle něj se jednalo o „hořký lék na poblouznění národa způsobené Husem“. Po skončení období neoabsolutismu svá stanoviska zčásti přehodnotil a zaujal smířlivější postoj vůči husitství, Husa nově charakterizoval jako člověka, který se snažil napravit pokleslou církev, a začal kritizovat pobělohorský ústavní vývoj. Nakonec se snažil smířit husitství a katolictví tím, že boj mezi stavy a Habsburky interpretoval ne jako boj čistě náboženský, nýbrž jako boj politický pod pláštěm náboženství. Jako významný se ukázal také Tomkův Dějepis města Prahy.
Antonín Gindely (1829–1892) byl rovněž katolíkem, násilnou rekatolizaci ovšem odsuzoval, což jej přivedlo na liberálnější pozice. Zároveň se však jakožto rakouský vlastenec snažil posílit jednotu rakouského státu, čímž si ovšem znepřátelil Čechy i velkoněmecké Němce. Stejně jako Tomek se stal profesorem rakouských dějin na pražské univerzitě a jeho odborná práce se soustředila jednak na vydávání edice Monumenta historiae bohemica a jednak na téma spojené s českým stavovským povstáním (Dějiny českého povstání léta 1618), přičemž podobně jako Tomek zastával názor, že se jednalo především o mocensko-politický spor a že náboženská otázka hrála až druhotnou roli.
Josef Kalousek (1838–1915) se jakožto český liberál stavěl proti rakouskému centralismu a ve svém díle České státní právo popsal ústavní vývoj českého státu, zdůraznil českou suverenitu a volitelnost trůnu. Vedle toho bojoval za pravost Rukopisu královédvorského a zelenohorského (RKZ), ve svém vypjatém nacionalismu dokládal české národní myšlení u Karla IV. a v boji proti slavjanofilství vyvracel souvislost husitství s cyrilometodějstvím.

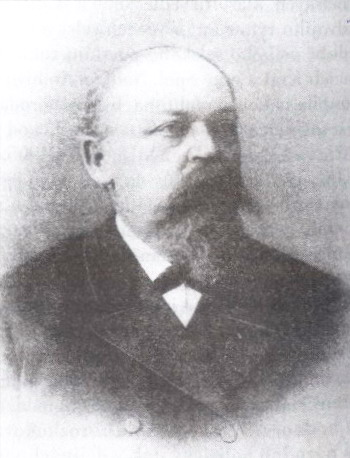
Josef Emler

### Ediční, regionální a specializovaná historiografie
Na vydávání pramenů se v tomto období zaměřil především Josef Emler (1836–1899), který do české ediční činnosti vnesl novodobé zásady pomocných věd historických. Výsledky jeho bohaté práce zahrnovaly edici zemských desk, Fontes rerum Bohemicarum, vydání klášterních nekrologií, urbářů či městských knih. František Dvorský pak vydával korespondenci významných osobností z 15. a 16. století, zejména však edici Sněmy české.
Okolo Moravského zemského archivu se začala v tomto období formovat skupina historiků, kteří se zaměřovali na dějiny Moravy. Beda Dudík (1819–1890) kromě zkoumání dějin svého rajhradského kláštera sepsal Mährens allgemeine Geschichte, kde se kromě politických dějin snažil vystihnout také dějiny hospodářství, společnosti i kultury. Němci přijali dílo chladně a Čechy popudilo, že Dudík zpochybnil, že by Velehrad byl Metodějovým sídlem. Oponentem tohoto názoru se stal především nacionálněji a političtěji založený Vincenc Brandl (1834–1901), avšak i on nakonec připustil, že Metodějovo sídlo nemuselo být přímo na Velehradě, ale někde v jeho okolí. Brandl také pokračoval ve vydávání edice Codex diplomaticus et epistolaris Moraviae, přičemž poukázal na falza, jež do tohoto projektu zařadil Antonín Boček.
Dějiny ještě menších regionů a měst začalo zpracovávat množství dějepisců, kteří byli často středoškolskými učiteli, kněžími či archiváři. Svůj zájem soustředili zejména na hmotnou kulturu. Někteří historici se zaměřili také na církevní dějiny, právní dějiny (Hermenegild Jireček), dějiny literatury (Alois Vojtěch Šembera považoval RKZ za falza, zatímco Josef Jireček obhajoval jejich pravost).

### Rozchod českého a německého dějepisectví
Růst nacionalismu prohluboval rozpory mezi českou a německou společnost v českých zemích i v oblasti historiografie. Čeští Němci si roku 1862 založili vlastní historickou badatelskou instituci: Verein für Geschichte der Deutschen in Böhmen. Spory mezi českou a německou historiografií se vedly především o způsob christianizace českých zemí a o význam německé kolonizace. Němečtí historici tvrdili, že pokřesťanštění českých zemí proběhlo díky činnosti bavorských kněží, nikoli díky činnosti Cyrila a Metoděje, a že svobodní Němci ve 13. století přicházeli mezi nesvobodné Čechy a povznášeli jejich kulturu. Nejvýznamnějšími německými historiky byl Karl Adolf Konstantin Höfler, který se stavěl proti českému státnímu právu a snažil se dokázat nepůvodnost Husova učení. Husovu závislost na Johnu Wycliffovi popisoval také Johann Loserth. Kulturní prioritu německého živlu zase hlásal Ludwig Schlesinger.

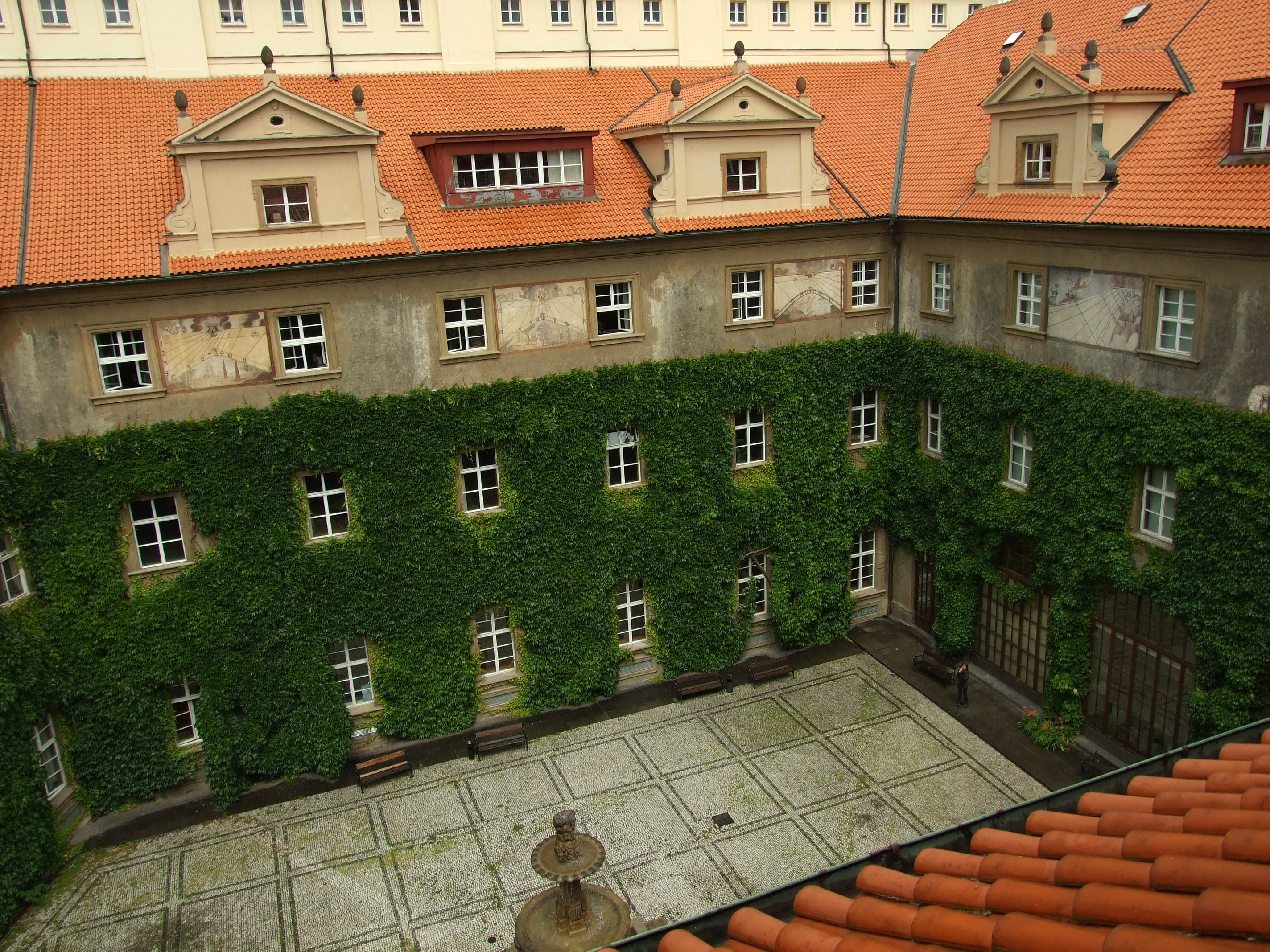
Klementinum, sídlo české i německé filosofické fakulty pražské univerzity

## Vznik moderní vědecké historiografie

### Proměna pozitivismu a rozdělení univerzity
Po několika desetiletích usilovné analýzy pramenů se ukázaly meze dosavadní pozitivistické historiografie, jež nebyla schopna řaděním ověřených faktů v ucelené syntéze vylíčit ucelené dějiny. Industrializace, růst populace a sociálního napětí na konci 19. století vedly k rozkolísání tradičních hodnot, které vyvrcholilo až Nietzscheho nihilismem. Tato skepse se však projevovala spíše jen teoreticky, a v českých zemích se navíc projevila poněkud méně než v západní Evropě. V praxi se dále uplatňovaly metodologické principy pozitivistické historické vědy, nicméně zároveň se historikové snažili, aby se historie nerozvíjela jen samu pro sebe, ale začalo se uvažovat o smyslu historie pro život. S tím souviselo také změna téměř výlučné orientace historiografie na politické dějiny také na dějiny kulturní a hospodářsko-sociální.
V českém prostředí se začala projevovat také skepse vůči nekritickému nacionalismu, čímž se však mladší generace nutně dostávala do střetu nejen se starší generací, ale také s českými politiky, kteří práci historiků často považovali za oslabení národních zájmů. Velkým impulsem pro rozvoj české historiografie se stalo rozdělení pražské univerzity na českou a německou roku 1882. Historické katedry na filosofické fakultě se staly místem, kde se studenti učili vědecké práci a metodám, a později také místem vědeckého bádání. S tím se také začaly objevovat spory mezi univerzitou a staršími institucemi, zejména Muzeem Království českého, kde nezřídka pracovali historici, kteří neprošli vědeckým školením. Z tohoto sporu nakonec vyšla vítězně univerzita, která se stala centrem historické vědecké práce. Práce historiků vycházely zejména v Českém časopise historickém, založeném roku 1895. Kromě toho vycházel Časopis českého musea nebo Památky archeologické a místopisné.

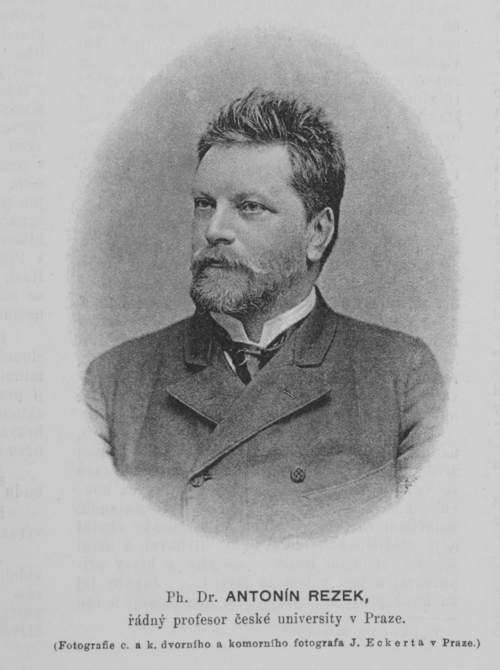
Antonín Rezek

### Jaroslav Goll a jeho současníci
Jaroslav Goll (1846–1929) znamenal pro českou historiografii, podobně jako dříve Palacký, obrat. Na rozdíl od Palackého sice nevytvořil monumentální dílo, jeho učitelská činnost s důrazem na vědeckou kvalitu však ovlivnila celou generaci jeho žáků natolik, že se hovoří o „Gollově škole“. Goll se distancoval od ideovosti a velkých filosofických koncepcí. Přispěl k propojení české a evropské historiografie: stýkal se se zahraničními historiky, psal do zahraničních periodik a hlavně podnítil zájem českých historiků o obecné dějiny, kterým se v českém prostředí doposud příliš velká pozornost nevěnovala. To ovšem také znamenalo, že historikové začali docházet k závěru, že český národ a jeho dějiny nejsou v evropském kontextu až zas tak výjimečné, jak se dřívější nacionální historikové domnívali. Apolitičnost, konzervativnost a přísná vědeckost však Golla a jeho žáky přivedla do sporu s Masarykem. Po vzniku Československa se pak dostal do izolace.
Spolu s Gollem přešel na českou univerzitu také Josef Emler a značný vliv zde měl také Antonín Rezek (1853–1909), který se orientoval na obecné a rakouské dějiny. Spolu s Gollem založil Český časopis historický. V letech 1900–1903 však vykonával funkci ministra pro české záležitosti, což vytvořilo mezi ním a českými kolegy propast, takže se už k práci historika nevrátil. Další historikové se v rámci obecných dějin specializovali: Konstantin Jireček se zabýval dějinami Balkánu a Byzance, Justin Václav Prášek se zaměřil na Orient, Emanuel Peroutka na antické dějiny.

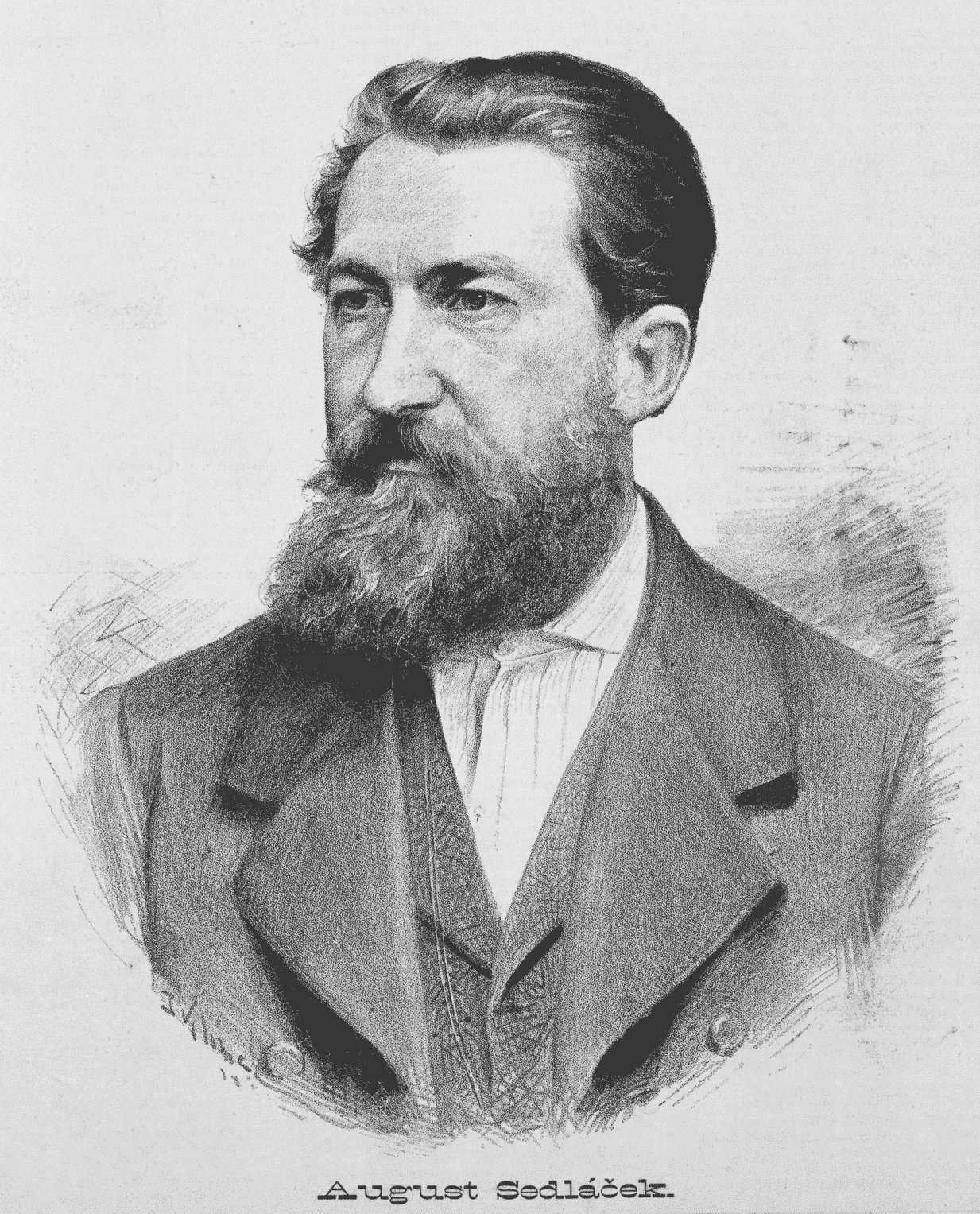
August Sedláček

Mimo tento proud stál Čeněk Zíbrt, který ve svém zejména folkloristickém a etnografickém zájmu nashromáždil množství materiálu, nedokázal však vytvořit metodu pro jejich zpracování, a tak Zíbrtovy práce i díla jeho následovníků zůstávala jen neuspořádaným souhrnem materiálů z různých oblastí kultury. Do historického bádání se dále zapojovali středoškolští učitelé, z nichž nejvíce vynikl Zikmund Winter, který se pokusil uměleckou formou zpopularizovat historii, na rozdíl od Aloise Jiráska však jeho díla neměla zároveň sloužit k propagaci nacionálních nebo politických myšlenek. Další středoškolský učitel August Sedláček vytvořil příručku historického místopisu a encyklopedií hradů, zámků a tvrzí a Jindřich Vančura přispěl svým překladem bohemisty Ernesta Denise a zároveň rozpoutal polemiku o smyslu českých dějin.

### Pomocné vědy historické a specializované dějepisectví
Pomocné vědy historické v této době stagnovaly, neboť se nenašel žádný následovník formátu Josefa Emlera. Edice historických pramenů pokračovaly, avšak podle starého způsobu práce. Velkého rozvoje však došly dějiny práva a regionální dějepisectví.

### Německé dějepisectví v českých zemích
Německá historiografie se dále snažila dokázat důležitost německého národa v českých zemích. Někteří, jako například Emil Werunsky nebo Josef Neuwirth, kteří se zabývali dobou Karla IV., tak činili umírněně, ale například Adolf Bachmann činil ostré výpady proti Palackému, popíral kulturní rovnoprávnost Čechů a Němců a husitství chápal jako ryze protiněmecké hnutí, přičemž zcela opomíjel náboženský a sociální rozměr husitské revoluce. August Fournier se zase snažil dokázat, že veškerý český průmysl se vyvinul jen díky činnosti Němců.